# Concordat de 1801

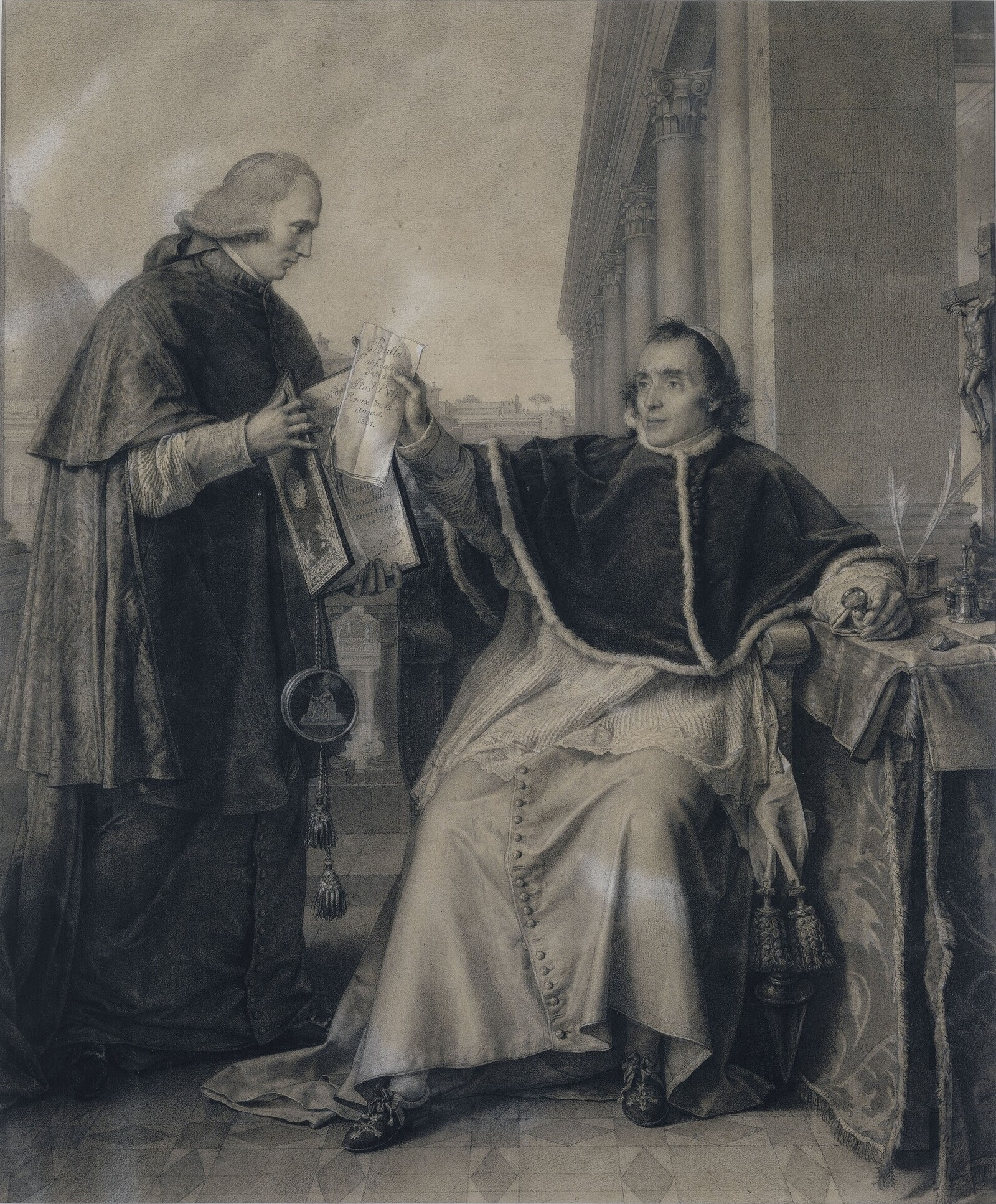
Le pape Pie VII rend le document au cardinal Consalvi après l'avoir signé (15 août 1801).

Le concordat de 1801 est un traité entre la République française et le Saint-Siège réglant les relations entre la France et l‘Église catholique. Comprenant 17 articles il fut signé le 15 juillet, puis ratifié le 15 août 1801 par le pape Pie VII et le 8 septembre par Napoléon Bonaparte, premier consul.

## Contexte historique
Le concordat de 1516 (aussi connu sous le nom de concordat de Bologne) qui régissait les relations entre le Saint-Siège et la France fut unilatéralement aboli par l’assemblée constituante de 1789, qui le remplaça par la Constitution civile du clergé votée le 12 juillet 1790. Celle-ci fut acceptée par Louis XVI, malgré l'opposition du pape Pie VI et promulguée le 24 août 1790. C’était le triomphe du gallicanisme politique.
Cependant, jamais acceptée par l’Église catholique, la Constitution civile provoqua un schisme en France, le clergé étant divisé entre assermentés et insermentés. Les seconds furent persécutés. De nombreux prêtres sont morts en déportation. Après 1794 l’Église constitutionnelle perd de plus en plus son caractère officiel, le Directoire devenant plus nettement anticlérical. L’enlèvement de Pie VI à Rome et sa mort, en captivité à Valence, le 27 août 1799 consomme la rupture totale entre la France et le Saint-Siège.
L’avènement de Napoléon Bonaparte comme Premier Consul (novembre 1799) et l’élection du pape Pie VII (mars 1800) changent la situation. Un rapprochement est possible.
Bonaparte croit en Dieu et se dit catholique pour le bien du pays. Il estime que la religion est nécessaire pour l’ordre public. Il a constaté également que le peuple reste fondamentalement attaché au catholicisme : la pacification de la Vendée s’est faite à cette condition. Et la paix intérieure ne se fera que par la réunion des deux Églises, la constitutionnelle et la romaine. De son côté, moine bénédictin foncièrement religieux et peu attaché aux biens matériels de l‘Église, Pie VII cherche avant tout à rétablir le culte et préserver la liberté du spirituel.

## Négociations
À l’initiative de Bonaparte, un premier contact est établi lors de son passage à Verceil (25 juin 1800). Pour y répondre, Pie VII nomme Giuseppe Spina comme représentant. L’abbé Bernier est mandaté par le Premier Consul. Des pourparlers sont entamés à Paris. Les premiers progrès sont rapides : accord sur la démission demandée à tous les évêques, sur les biens ecclésiastiques aliénés, la promesse de fidélité au gouvernement. Talleyrand intervient pour que le catholicisme ne soit plus déclaré religion d’État mais religion de la majorité des Français. À part ce détail, ce deuxième projet d’accord (de Talleyrand) est rejeté par Spina.
L’attentat de la rue Saint-Nicaise (24 décembre 1800) assombrit l’atmosphère. Les adversaires du concordat, dont Fouché, cherchent à y impliquer l’Église (et le père de Clorivière).
Un nouveau projet est présenté, dont le texte, en style militaire est de Bonaparte lui-même. Spina en réfère à Rome. La réponse se fait attendre. Bonaparte s’impatiente et lance un ultimatum (19 mai 1801). Le cardinal Ercole Consalvi, secrétaire d’Etat du Saint-Siège, se rend à Paris pour reprendre les négociations. On en est au sixième projet de texte. Un contre-projet de Consalvi avec Bernier, remanié deux fois, semble réaliser un accord. Bonaparte nomme un plénipotentiaire en la personne de son frère Joseph Bonaparte (12 juillet). Mais le texte présenté à Consalvi n’est pas celui qui fut convenu. De longues négociations (même nocturnes) de dernière minute s’ensuivent. Un huitième puis un neuvième projet aboutissent à un texte définitif.
Le 15 juillet 1801, à minuit, les plénipotentiaires (Joseph Bonaparte et Ercole Consalvi) signent le nouveau concordat. Il est ratifié par Pie VII le 15 août 1801 (bulle Ecclesia Christi).

## Compléments postérieurs à 1801
En 1802, le gouvernement de Napoléon Bonaparte ajoute de manière unilatérale à cet accord des articles organiques, afin d’englober le protestantisme, puis en 1808, le judaïsme.

## Clauses du Concordat
La convention entre le Gouvernement français et Pie VI comprend un préambule et 17 articles :
- Préambule : la religion catholique et romaine est la religion de la grande majorité des Français
- (1) le culte est libre et public (mais respectant les ordonnances de police)
- (2, 9) le Saint-Siège fera une nouvelle circonscription des évêchés, et les évêques une nouvelle circonscription des paroisses
- (3) les titulaires d’évêchés donneront leur démission
- (4) le premier consul nommera les évêques, auxquels le Saint-Père donnera la reconnaissance canonique
- (5, 10) Les évêques nommeront les curés avec l’accord du gouvernement
- (6, 7) évêques et curés feront serment de fidélité au gouvernement
- (11) les évêques pourront avoir un chapitre dans leur cathédrale et un séminaire dans leur diocèse
- (12) le gouvernement mettra à la disposition des évêques les églises non aliénées
- (13) le pape ne troublera pas les acquéreurs de biens ecclésiastiques
- (14, 15) le gouvernement assurera aux évêques et curés un traitement convenable et autorisera les fondations en faveur des églises
- (16, 17) le pape reconnaît au Premier Consul les droits et prérogatives dont jouissait l’ancien gouvernement. Si le consul n‘est pas catholique ces droits seront réglés par une nouvelle convention.

Des articles furent ajoutés unilatéralement au concordat par Napoléon Bonaparte en avril 1802. Ces « articles organiques » (qui réintroduisaient des principes gallicans) ne furent jamais approuvés ou ratifiés par Pie VII et le Saint-Siège.

## Application du traité

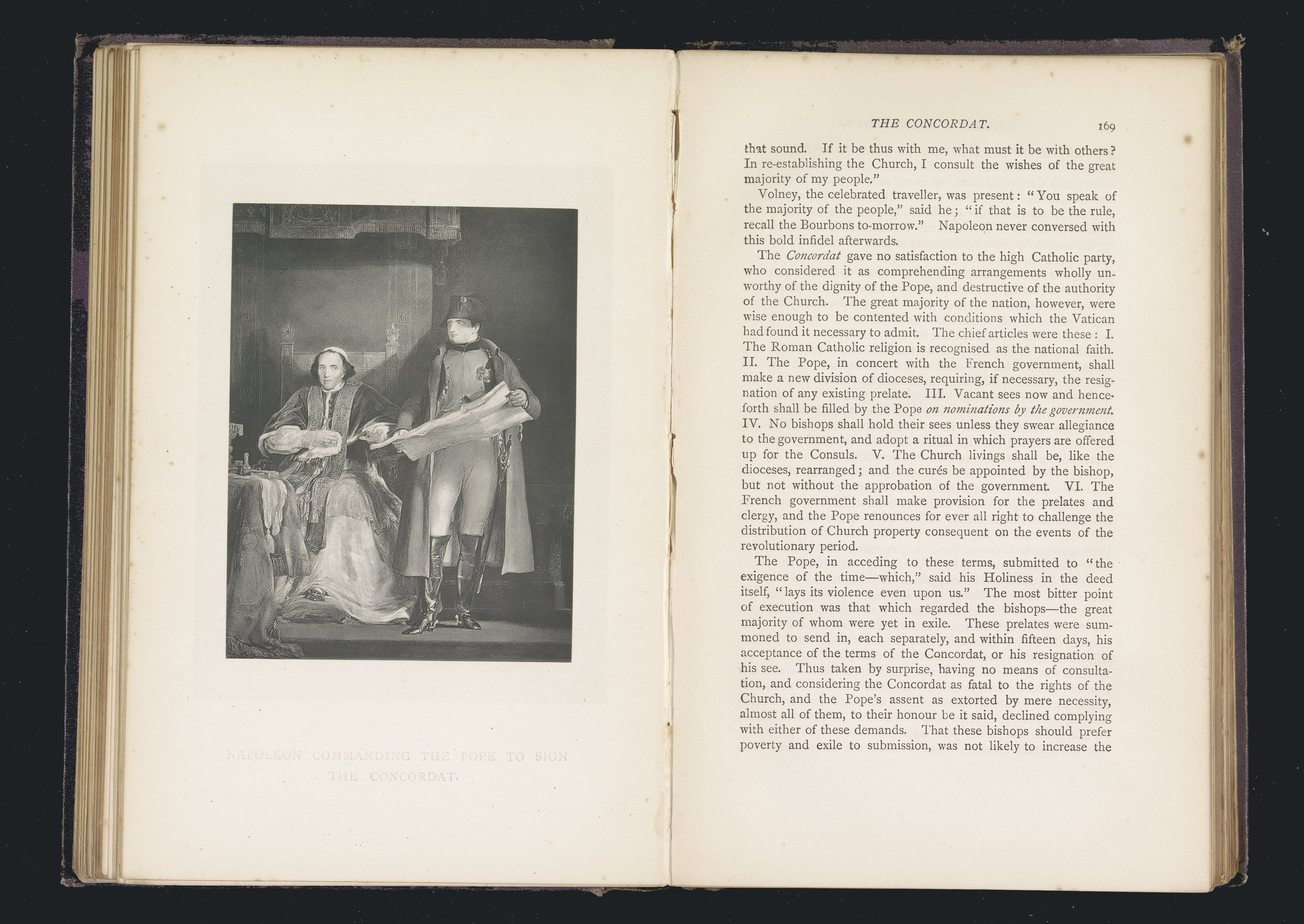
À Fontainebleau Napoléon presse le pape Pie VII de signer le 'concordat' (1813).

Bien qu'adjoint unilatéralement par l'Etat français des articles organiques qui n'ont jamais été reconnus par le Saint-Siège, ce traité eut une influence profonde et durable (plus d’un siècle) sur les relations entre la France et l‘Église catholique. Au début du XXIe siècle il est encore le texte fondamental régissant en bonne partie les relations entre l’État et le culte, en Alsace-Moselle et en Belgique.

## Développements

### Pseudo-concordat de Fontainebleau (1813)
Âgé de 71 ans, le pape Pie VII est prisonnier au château de Fontainebleau depuis le 20 juin 1812. Bonaparte, devenu l'empereur Napoléon, fait pression sur lui pour obtenir un nouveau concordat. Usé et malade le souverain pontife signe effectivement le 25 janvier 1813 un texte de « onze articles préliminaires ». Après consultation de ses conseillers - et tous les quatre étant franchement hostiles - Pie VII informe Napoléon qu'il retirait son accord (24 mars 1813). Ce concordat de Fontainebleau n'a en fait jamais existé.

### Concordat manqué de 1817
Après la chute de Napoléon, le roi Louis XVIII répugne à admettre le concordat de « l'usurpateur ». De nouvelles négociations aboutissent à un texte signé en 1816 : plusieurs anciens archevêchés métropolitains sont rétablis, les « articles organiques » sont supprimés, évêchés, chapitres et cures sont pourvus d'une dotation, etc. Pie VII signe le 25 août 1816 et Louis XVIII le 11 juin 1817. Mais les chambres, à Paris, refusent de voter la ratification de l'acte. En l'absence d'un nouvel accord, Pie VII informe les évêques de France qu'il s'en tient au concordat de 1801.

### Source
- Un Agent de Contentieux Administratif, Le Concordat de 1801 et les Articles organiques du Culte Catholique avec toutes les modifications jusqu'à nos jours : Textes officiels annotés avec les protestations du pape Pie VII contre les articles organiques, Marseille, Librairie de l'Œuvre de Don Bosco, 1894, 130 p. (lire en ligne)
- J. Lefon, article : « Concordat de 1801 », dans Catholicisme : Hier, Aujourd’hui, Demain (tome 2), Paris, Letouzay et Ané, 1949, col. 1465-1470.